# Langelsheim
Langelsheim es un municipio situado en el distrito de Goslar, en el estado federado de Baja Sajonia (Alemania), a una altitud de 200 metros. Su población a finales de 2016 era de unos 11 700 habitantes y su densidad poblacional, 240 hab/km².
Se encuentra ubicado a poca distancia al oeste de la frontera con el estado de Sajonia-Anhalt, y al sur de la ciudad de Salzgitter.

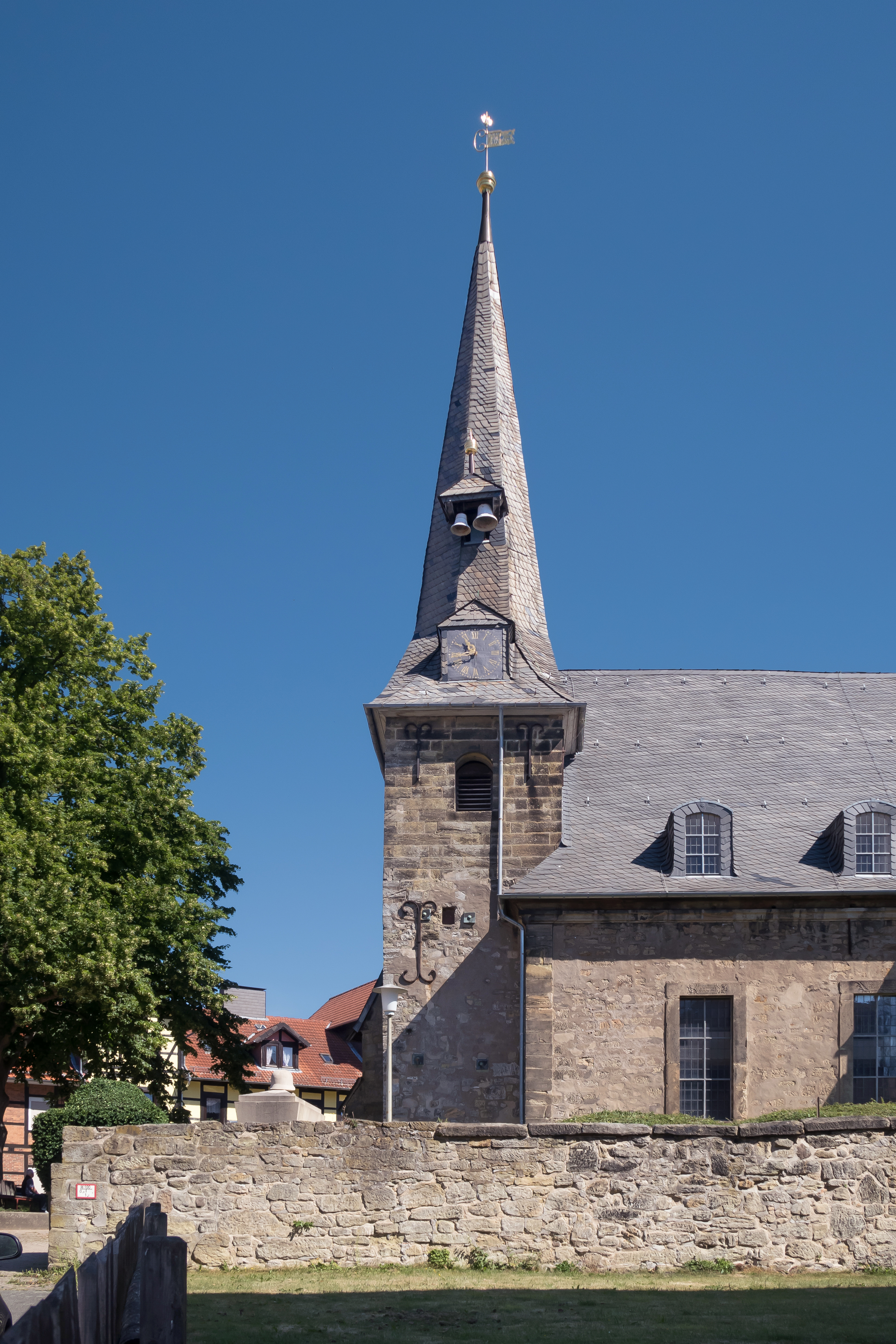
La iglesia: Sankt Andreaskirche